# Grön lorikit
Grön lorikit (Vini meeki) är en fågel i familjen östpapegojor inom ordningen papegojfåglar.

## Utbredning
Fågeln förekommer på Salomonöarna (Kolombangara, Bougainville, Guadalcanal och Malaita). Den behandlas som monotypisk, det vill säga att den inte delas in i några underarter.

### Släktestillhörighet
Grön lorikit placeras traditionellt i Charmosyna, men genetiska studier visar att arterna i släktet inte står varandra närmast. Numera inkluderas den därför allt oftare i släktet Vini.

## Status
Arten har ett rätt stort utbredningsområde och beståndet anses vara stabilt. Internationella naturvårdsunionen IUCN listar den därför som livskraftig (LC).

## Namn
Fågelns vetenskapliga artnamn hedrar Albert Stewart Meek (1871-1943), engelsk upptäcktsresande och samlare verksam på New Guinea samt i Melanesien och Australien. Tidigare kallades den meeklorikit även på svenska, men tilldelades 2024 ett mer informativt namn av BirdLife Sveriges taxonomikommitté.